# Envy of None
Envy of None es una banda de rock canadiense-estadounidense formada en 2021 por el guitarrista Alex Lifeson, el bajista Andy Curran, la vocalista Maiah Wynne y el guitarrista Alfio Annibalini. Su álbum de estudio del mismo título se lanzará el 8 de abril de 2022.

## Historia
En junio de 2021, Lifeson lanzó dos nuevas pistas instrumentales en solitario, "Kabul Blues" y "Spy House", en su sitio web oficial. La nueva música coincidió con el lanzamiento del modelo de guitarra eléctrica Alex Lifeson Les Paul Standard Axcess producido por Epiphone, y presenta a los músicos canadienses Andy Curran de la banda de rock Coney Hatch en el bajo y David Quinton Steinberg en la batería.
Menos de una semana después del anuncio, Lifeson reveló que había completado 10 canciones para su nuevo proyecto paralelo Envy of None, con Curran, Alfio Annibalini a la guitarra y Maiah Wynne a la voz, con contribuciones adicionales de Steinberg y Tim Oxford a la batería. El proyecto se originó cuando Curran y Wynne estaban trabajando en nueva música, lo que llamó la atención de Lifeson y pidió escuchar el material. Curran alentó a Lifeson a contribuir con partes de guitarra si algo le interesaba y dijo: "Tocó en una pista y una se convirtió en dos, y dos se convirtieron en tres".
La banda esperaba tener la música terminada para el lanzamiento de un álbum a fines de 2021, pero se pospuso para 2022. El 12 de enero de 2022, el grupo anunció que su álbum de estudio debut homónimo se lanzará el 8 de abril. Su primer sencillo, "Liar", fue lanzado el mismo día. El álbum contará con un tributo al excompañero de banda de Rush de Lifeson, el baterista Neil Peart.

## Discografía

### Álbumes de estudio
- Envy of None (2022)
- That was Then, This is Now (2023)

### Sencillos
- "Liar"
- "Look Inside"

## Miembros de la Banda
- Alex Lifeson – Guitarra
- Andy Curran – Base
- Alfio Annibalini – Guitarra
- Maiah Wynne – Voz

Adicionales
- David Quinton Steinberg – Batería
- Tim Oxford – Batería